# آلبریک کلمنت
آلبریک کلمنت (انگلیسی: Albéric Clément; c. 1165 – ۳ ژوئیهٔ ۱۱۹۱) مارشال فرانسوی و فرمانده نظامی ارتش فرانسه در زمان فیلیپ دوم بود.